# باري جون (لاعب اتحاد الرغبي)
باري جون (بالإنجليزية: Barry Llewelyn)‏ هو لاعب اتحاد الرغبي بريطاني، ولد في 6 يناير 1948 في لانكشر في المملكة المتحدة.

## وصلات خارجية
- باري جون عل موقع إسبنسكروم (الإنجليزية)